# Manbij
|  | Aquest article tracta sobre l'actual ciutat. Si cerqueu la ciutat antiga, vegeu «Hieràpolis de Síria». |

Manbij o Manbig (àrab: منبج, Manbij; kurd: Minbic) és una ciutat de Síria situada a la governació d'Alep, al nord del país. Anteriorment, la ciutat va ser anomenada també Hieràpolis o Hieròpolis (Ιεράπολη Συρίας). La seva població és de 74.575 habitants (estimació 2009).

## Història

### Temps antics
És probable que es tracti de la població coneguda en temps dels assiris sota el nom de Napiggi (Nappigi) o Nampigi. Sota Salmanasar V (727-722 aC), s'anomenava Lita Ashur. El nom siríac sembla derivar de l'arrel assíria, ja que el nom Mabbog (Mabog) o Manbog voldria dir ‘aigua brollant’ i derivaria de napaja (‘brollar’). El nom apareix en diversos textos sota formes diferents com Manbaj, Manbij, Manbej, Mambij, Membij, Meenbij, Membîj, Munbej, Manbesja, Manbesjum, Menba, Manba, Manbegj i Bugúk Munbedj i potser alguna més.

### Grecs i romans
Just abans d'Alexandre el Gran, estava en mans d'un dinasta local de nom Abd Hadad, adorador d'Hadad, déu del clima, que hi va encunyar moneda. Durant temps, fou un lloc de culte d'Atargatis i d'Hadad, deïtats siríaques. En època hel·lenística, portava el nom de Hieràpolis (Ἱεράπολις, ‘Ciutat del santuari’) que li va donar Seleuc I Nicàtor, després modificat a Hieràpolis (Ἱεράπολις, ‘Ciutat sagrada’) i tenia un paper militar, i els grecs la van dotar d'un doble recinte i un temple, que fou saquejat per Cras abans de marxar amb les seves legions contra els parts i morir assassinat el 53 aC. La pax romana la va mantenir com una població de pas, principalment comercial, però també base per a les guerres contra els parts. Al segle iii, Septimi Sever la va convertir en un bastió contra els perses sassànides i una de les principals bases del limes de Calcis. Llavors, s'esmenta sovint com a Bambyce o Bambuke, deformació de nom siríac.

### Romans i perses
Fou la base de Julià l'Apòstata en la seva campanya contra Ctesifont el 363 i es va estar uns dies a la ciutat, a la casa del notable local Sopàter, pupil de Iàmblic; en aquesta expedició va trobar la mort. Fou part de la província Cirrèstica i, a mitjan segle iv, Constanci II la va elevar a capital de la província Eufratense.

### Cristianisme i període romà d'Orient
Quan es va establir el cristianisme com a religió oficial, Hieràpolis no va tardar a recuperar el seu nom siríac de Bambyce o Manbyce (Mabog o Mabbog). El 451, era bisbe metropolità Esteve de Hieràpolis i a la fi del segle v hi vivia un teòleg peculiar, el monofisita Filoxen de Mabbog, que va traduir al siríac el Nou Testament i va morir exiliat a Tràcia el 523.
L'abril del 531 fou ocupada per Cobades I de Pèrsia, però Belisari va poder aturar la invasió i va infligir una derrota seriosa als perses a Cal·línic, prop de la confluència del Balikh i l'Eufrates. El 532, Khusraw o Còsroes I Anushirwan (el Just) va proposar a Justinià I un tractat de pau perpetu, un monument commemoratiu del qual s'havia d'erigir a Manbij; però, el 540, Còsroes va atacar la ciutat quan estava governada pel general Buzes, lloctinent de Belisari, i es va escapar de la dominació persa pagant un tribut al rei persa, i fou llavors abandonada. Es creu que fou durant aquesta ocupació quan fou edificat pels akasira sassànides un temple del foc. El nom persa fou Manbik, del qual va derivar l'àrab Manbij. Els antics cultes van desaparèixer el 540, entre els quals el famós culte fàl·lic de la dea Síria (Dea Syria), descrit en l'obra de Lucià de Samòsata, De Dea Syria.
Conservava certa importància en tenir aigua abundant, cosa que permetia a les caravanes abastir-se, però en el curs del segle v i de part del segle vi els emperadors romans d'Orient van tenir la ciutat principalment com a base militar. El 612, els perses van envair Síria, i entraren a Jerusalem el 5 de maig del 614; van ocupar Alexandria (617-619) a Egipte. Heracli va poder restaurar la situació i va retornar a l'Imperi Romà d'Orient pel tractat de pau del 628 i, el març del 630, l'emperador va anar a Manbij per rebre la verdadera creu de la qual els perses s'havien apoderat a Jerusalem el 614. S'esmenta a la ciutat una església de Santa Maria i una de Sant Tomàs (encara al segle ix es conservava una bonica església de fusta).

### Domini àrab
Vers el 637, va caure en mans dels àrabs quan fou atacada per Iyad ibn Ghanim, enviat com a avantguarda per Abu Ubayda ibn al-Djarrah i va capitular; el tractat fou ratificat per Abu Ubayda quan va arribar a la ciutat; l'entorn fou ocupat per tribus iemenites, especialment els Banu Taghlib. Els habitants van demanar al califa Umar poder fer el comerç dins del califat i va gaudir d'una considerable autonomia fins que Yazid I ibn Muàwiya (680–683) va crear el jund (província militar) de Kinnasrin, i Manbij hi fou agregada.
El 748, fou devastada per un terratrèmol que va destruir diversos edificis, entre els quals l'església jacobita (que es van ensulsir durant l'ofici, amb els fidels dins). El 786, Harun ar-Raixid va reorganitzar la frontera septentrional i va separar Manbij del jund de Kinnasrin, i esdevingué llavors capital del territori dels Awasim, format per les fortaleses frontereres amb els romans d'Orient a Síria i al-Jazira. El 789/790, va nomenar governador Abd-al-Màlik ibn Sàlih ibn Alí, un abbàssida que més tard fou governador de Síria i l'alta Mesopotàmia pel califa al-Amin (811-812). Abd al-Malik va construir diversos edificis a Manbij, però la ciutat estava destinada sobretot a servir de base a les expedicions anuals de l'estiu (saifa), que eren ràtzies de saqueig i no expedicions militars organitzades per una ocupació permanent. El territori depenent de Manbij anava d'Alep a Sadjur (a l'Eufrates). A la presó de la ciutat, va morir el 838 l'abbàssida al-Abbàs ibn al-Mamun, implicat en una conspiració fracassada contra el seu oncle al-Mútassim.

### Dinasties musulmanes
Síria fou ocupada per l'emir tulúnida d'Egipte Ahmad ibn Tulun amb l'excusa de fer la gihad (877/888) i, entre les places ocupades, hi havia Manbij. Dels tulúnides va passar als ikhxídides, que la van perdre davant l'hamdànida Sayf al-Dawla; el 945, es va signar la pau entre els egipcis i els hamdànides i Sayf al-Dawla va veure reconegut un ampli territori que anava dels Awasim amb Antioquia i Manbij, amb Alep de capital. Sayf el Dawla va donar la part oriental dels Awasim al seu cosí Abu Firas (de 16 anys) el 947. L'estiu de 954, Manbij fou la base d'una expedició contra les tribus nizarites del Diyar Mudar i del desert sirià. Sota la dinastia hamdànida, Manbij va adquirir prosperitat mercès als seus recursos agrícoles (abundants per l'existència d'aigua) i com a centre de caravanes de la zona de frontera de Mesopotàmia i Síria, i prou propera a Alep i a un pas de l'Eufrates anomenat Jisr Manbij o Qàlat Najm. A la segona meitat del segle, la regió fou sotmesa als saquejos de la tribu dels Banu Uqayl, Banu Kalb, Banu Kilab i Banu Numayr. Kalbites i kilabites es repartien la ciutat.
El 962, el general Nicèfor Focas (després emperador Nicèfor II), en el marc de la seva ofensiva de 962-963, va capturar Marash, Duluk, Aintab i Manbij i va arribar fins als afores d'Alep. Manbij estava llavors en poder d'Abu Firas, el cosí i lloctinent de Sayf al-Dawla, que fou fet presoner (va restar set anys captiu a Constantinoble). El 966, Nicèfor Focas, ja emperador, va acampar davant Manbij i es diu que es va fer portar la tela sagrada amb la imatge de Crist (al-Kirmida); però, segons Lleó el Diaca, fou Joan I Tsimiscés qui va obtenir aquesta imatge quan el 974 va ocupar la ciutadella de Manbij, on va trobar també les sandàlies de Crist i els cabells de sant Joan Baptista: tot això fou portat com a relíquies a l'Imperi Romà d'Orient. Durant tota la segona part del segle x, Manbij fou un dels objectius romans d'Orient.
Els fatimites van ocupar la Síria del nord el 1015 i els mirdàsides (Sàlih ibn Mirdàs) van esdevenir senyors d'Alep el 1023 i, la tardor del 1024, es va apoderar de Manbij. Per un acord entre Rashid al-Dawla Mahmud, mirdàsida d'Alep, i el seu oncle Abu Duaba Atiyya, senyor de Rakka, Manbij va passar a aquest darrer el 1063 o 1064. Al final de 1068, en el marc de l'ofensiva romana d'Orient a Cilícia i Síria del nord, Manbij va ser ocupada per Romà IV Diògenes, que va reforçar la ciutadella assegurant les comunicacions entre al-Ruha i Antioquia, establint guarnició a Artah, a l'est d'Antioquia. Poc després, la ciutat fou confiada al príncep local armeni al servei de l'Imperi Romà d'Orient, Filaretos. Presoner l'emperador Romà IV en la batalla de Mantziciert l'agost de 1071, Romà va cedir Alep a Alp Arslan que, de fet, ja l'havia ocupat. S'hi va construir una petita mesquita, obra de Sàlih, fill de Muhammad Sharif al-Adhami. La ciutat fou confiada a amirs turcs, que van restaurar la ciutadella, però el 1075 fou ocupada pels mirdàsides; el 1080 la va ocupar Tútuix I, però segurament fou evacuada el 1081 després de la derrota davant Alep i devia passar a Sharaf al-Dawla Múslim ibn Qurayx dels Banu Uqayl de Mossul.

### Domini seljúcida
El 1085, estava encara en mans de l'uqàylida Múslim ibn Qurayx, que governava entre Mossul i l'Eufrates incloent-hi el Diyar Rabia i al-Jazira. El 1086, el sultà seljúcida Malik Shah I va transferir la ciutat a l'emir Abu Said Ak Sunkur Abd Allah Kasim al-Dawla al-Hadjib, un dels seus oficials, que el 1087 fou nomenat governador d'Alep, d'Hamat i de Ladhikiyya. A la mort de Malik Shah I, el 1092 la successió fou disputada i, el 1094, el seu germà Tadj al-Dawla Tútuix I va derrotar Ak Sunkur, que fou executat, i va ocupar Mandbij.
Vers el 1100, aspiraven a dominar Manbij l'atabeg de Mossul, Djawali, i Ridwan, fill i successor de Tútuix a Alep, i a més els francs o croats. El setembre de 1108, Djawali es va apoderar de Balis, que pertanyia a Ridwan d'Alep, i aquest va demanar ajut a Tancred de Galilea, regent del principat d'Antioquia. Balduí I de Jerusalem i Joscelí I de Courtenay (després Joscelí I d'Edessa), senyor de Turbessel, es van unir a Djawali, que era a Manbij junt amb Sadaka, el xeic dels beduïns Banu Mazyad o mazyàdides. El 1110, Ridwan va atacar el principat d'Antioquia i Joscelí va baixar des de Tell Bashir (Turbessel) i va atacar Manbij i Balis, que a l'any següent (1111) foren ocupades. Manbij fou incorporada al comtat d'Edessa i al bisbat de Turbessel (Tell Bashir), dependent del patriarca llatí de Constantinoble. Però, al cap de poc, els francs van perdre Manbij, que ja no van recuperar mai més, encara que un bisbe llatí fou consagrat en exili durant un cert temps (fins al segle xiii). El 1120, Joscelí I, que ara ja era comte d'Edessa, va atacar Manbij. Sembla que havia estat presoner de Dajwali, però aquest el va alliberar i després de creuar l'Eufrates en direcció a Antioquia no es va poder estar de saquejar les terres de Manbij, que pertanyien a Ridwan d'Alep.
El 13 de setembre de 1122, Joscelí de Courtenay i Galerà del Puiset, senyor de Bira (al comtat d'Edessa), van intentar capturar l'emir ortúquida Nur al-Dawla Balak ibn Bahram ibn Ortuk, però fou aquest el que els va sorprendre i els va fer presoners, i els portà a Kharpert, sota custòdia del seu lloctinent Hassan ibn Gümüshtegin, seguits per Balduí II de Jerusalem, que fou capturat quan va intentar alliberar-los el 18 d'abril de 1123. Mig centenar d'armenis van aconseguir apoderar-se de la ciutadella per un ardit i alliberar els presoners francs; Joscelí va poder fugir i arribar fins a Edessa per demanar ajut, mentre que Balduí i Galerà es van quedar per defensar la ciutadella, però foren obligats a rendir-se abans d'arribar ajut, i capturats de nou. En revenja, Joscelí I va assolar la regió d'Alep i Manbij. El 1124, l'ortúquida Nur al-Dawla Balak, nebot d'Ilghazi (Balak va esdevenir emir d'Alep a la mort d'aquest el novembre del 1122), va decidir atacar Tell Bashir i va confiar un exèrcit al seu cosí Husam al-Din Timur Tash, al qual va demanar que convidés Hassan ibn Gümüshtegin a acompanyar-lo; aquest es va excusar i es va fer sospitós i Timur Tash el va arrestar i va ocupar Manbij, on Isa ibn Gümüshtegin, el germà d'Hassan, es va fer fort a la ciutadella i va cridar en ajut a Josceli I, oferint retornar-li la ciutat si expulsava les tropes que l'atacaven. Joscelí va avançar contra Manij acompanyat de Godofreu el Monjo, senyor de Marash i va xocar amb les forces de Balak (març/abril del 1124) que estaven a punt d'atacar la ciutadella. Joscelí i els seus foren derrotats. En la lluita, va morir Godofreu, però Joscelí va poder fugir cap a Tell Bashir (Turbessel). Balak va atacar, llavors, la ciutadella junt amb Timur Tash, però durant l'atac una fletxa el va matar (6 de maig de 1424) i l'exèrcit es va desbandar. Timur Tash va portar el cos a Alep i el va succeir mentre Hassan i el seu germà Isa quedaven en poder de Manbij.
El 1126, l'atabeg Ak Sunkur al-Bursuki de Mossul, en camí a Síria, va passar per Manbij. L'abril del 1127, Imad al-Din Zengi I (Zanki), que havia esdevingut atabeg de Mossul i emir d'Alep, va atacar Manbij, que va ocupar poc després. El 1131, Joscelí I d'Edessa va assetjar Tell Aran, entre Manbij i Alep; una ensulsida en les feines de sapa va causar greus ferides al comte, que fou traslladat a Edessa, on al llit de mort encara va dirigir la defensa de la fortalesa de Kaisun, quan la seva sola presència va fer retrocedir els atacants, i morí en aquesta tasca.

### Zengites
El 1142, la regió fou atacada per Joan II Comnè, però no va ocupar la ciutat. El 1144, la ciutat va aportar un contingent de turcmans a l'exèrcit de Zengi. Quan aquest va morir el 1146, el seu fill Nur al-Din Mahmud va anar d'Alep a al-Ruha per assetjar-la i va passar per Manbij. L'emir de Manbij, Hassan, fidel aliat de Nur al-Din, va ocupar Edessa el 1151 i va posar fi al comtat. El 1158, l'emir-governador d'Alep, Madj al-Din Abu Bakr ibn al-Daya, germà de llet de Nur al-Din, fou advertit per l'emir de Manbij d'una conspiració contra el seu senyor, i mercès a aquesta delació va poder ser avortada el febrer del 1159, en un moment en què Nur al-Din estava malalt. Hassan al-Manbidji es va morir el 1167 i, llavors, Nur al-Din va donar la ciutat i dependències en ikta (feu) al seu fill Ghazi ibn Hassan, però aquest es va revoltar i Nur al-Din va haver d'anar en persona a Manbij junt amb Madj al-Din Abu Bakr i Asad al-Din Shirkuh, i va ocupar la ciutat després d'un setge en regla (1168), i la donà en ikta a Kutb al-Din Inal ibn Hassan, germà del revoltat, que li havia restat lleial. Nur al-Din va fer reforçar les defenses de la ciutat i va fer construir un antemural de protecció (com havia fet a Alep); també hi va construir una madrassa xafiïta per a Ibn Abi Asrun i Kutb al-Din Inal en va fer una per als hanafites.

### Aiubites
El 26 d'abril de 1176, Saladí va iniciar una ofensiva a Síria del nord contra Sayf al-Din d'Alep. Manbij estava en mans de Kutb al-Din Inal, enemic constant del sobirà aiubita, i en va iniciar el setge. Inal va accedir a rendir-se i donar el seu tresor a canvi d'un salconduit. Saladí va acceptar per guanyar temps i evitar la lluita, i va autoritzar l'emir a anar a Mossul. L'11 de maig de 1776 entrava a Manbij, on va trobar un important botí. Saladí va cridar al seu nebot Taki al-Din Umar ibn Turan Shah i li va donar diversos feus a Síria, amb centre a Hamat (1178), però incloent-hi Manbij. El 1181, Taki al-Din Umar (Al-Mudhàffar Taqí-d-Din Úmar) estava a Manbij i volia barrar el pas cap a Alep a Izz al-Din Ibrahim ibn al-Mukaddam, però fou derrotat i va haver de retirar-se a Hamat. El 1183, Saladí va nomenar governador de Manbij el seu germà al-Adil ibn Ayyub i, el 1185, hi va fer construir un minaret a la gran mesquita.
El 1190, Manbij pertanyia a Nasir al-Din ibn Taki al-Din Umar, i fou escenari d'una concentració de tropes que es preparaven per combatre Frederic Barba-roja. El 1192, al-Malik adh-Dhàhir ibn Salah-ad-Din, tercer fill de Saladí, va intentar assegurar-se Alep en contra d'al-Adil I in Ayyub, i va buscar el suport d'al-Malik al-Mansur Muhàmmad ibn Taqí-d-Din Umar d'Hamat, però aquest, que governava Manbij, es va negar a cedir-li Manbij, posició estratègica que controlava les rutes al nord-est i a la vall de l'Eufrates superior i al Diyar Mudar, L'abril/maig de 1193, al-Malik adh-Dhàhir ibn Salah-ad-Din i el seu germà al-Malik al-Àfdal ibn Salah-ad-Din van atacar Manbij i la ciutadella fou destruïda per no servir en endavant a un possible adversari. La ciutat sense defensa fou donada en feu, però el 1195 la ciutat tornava a estar en mans d'al Mansur d'Hamat i al-Malik adh-Dhàhir la va tornar a atacar venint des de Kinnasrin, però va haver de tornar urgentment a Damasc i va abandonar les operacions. El 1199, al-Malik al-Mansur Muhammad d'Hamat va ocupar Barin a Izz al-Din Ibrahim ibn al-Mukkaddam, al qual va compensar cedint-li Manbij i, al cap de poc, també li va donar (a petició d'al-Adil I) Famiya i Kafar Tab. Ibrahim va morir vers 1200 a Manbij i el va succeir el seu germà petit Shams al-Din Abd al-Malik. El 1201, al-Malik adh-Dhàhir d'Alep, que junt al seu germà al-Malik al-Àfdal de Damasc no reconeixien al-Adil I, va enviar el seu emir al-Mubariz Akdja a apoderar-se de Manbij i de Qàlat Najm, cosa que va fer; Shams al-Din Abd al-Malik fou empresonat a la ciutadella d'Alep i, amb ell, va acabar la nissaga dels Banu l-Mukaddam. Manbij va dependre directament del principat d'Alep; però, poc després, adh-Dhàhir va reconèixer al-Adil i aquest va concedir Manbij en feu a Imad al-Din ibn Sayf al-Din Ali Ahmad ibn Mashtub; el març del 1202, al-Malik adh-Dhàhir la va recuperar, i apareix ordenant algunes obres a la gran mesquita de la ciutat; en va desmantellar la ciutadella. Adh-Dhàhir es va morir el 1216.
A la fi del segle xii, al-Harawi esmenta la tomba ja desapareguda d'al-Hakam ibn al-Muttalib ibn Abd Allah ibn al-Muttalib, un quraixita notable del final de l'època dels omeies i que hauria mort a Síria. Al segle xiii, per aquesta i altres raons fou centre de pelegrinatge, i també ho fou de la secta mig musulmana dels sabeus.
El juliol de 1218, l'avantguarda del soldà Izz al-Din Kaykaus I de Rum va envair la Síria del nord i es va acostar a Manbij, que li va obrir les portes; però, mancada de defenses, els seljúcides van haver d'abandonar la posició, que va caure en mans d'al-Malik al-Àfdal, ara emir de Samòsata, que hi va nomenar com a governador un dels seus oficials de nom Sarim al-Din Manbidji, que en va restaurar les muralles. Quan es va acostar al-Malik al-Àixraf ibn al-Àdil (successor del seu pare com a degà dels aiubites), Sarim va fer front a les seves tropes, però fou derrotat i va perdre Manbij.

### Xas de Coràsmia i mamelucs
El 1228, l'exèrcit de Djalal al-Din Manguberti, el xa de Coràsmia, va arribar a Manbij, que va ocupar, però se'n va retirar en començar l'hivern. El 1234, al-Malik al-Aziz Muhammad ibn adh-Dhàhir d'Alep va rebre ordre d'al-Kàmil ibn al-Àdil (d'Egipte) de reunir tropes a Manbij per atacar Tell Bashir; així, es van trobar a la plana de Manbij: al-Malik al-Àixraf Musa ibn al-Àdil de Damasc, Ala al-Din Kaykubad I de Rum, al-Malik al-Mughith ibn al-Qahir d'Homs; al-Malik al-Mudhàffar ibn Sulayman d'Hamat, i al-Malik al-Nàssir Daud (al-Nasir Dawud ibn al-Muazzam) de Kerak, sota el comandament suprem d'al-Malik al-Muazzam Turan Shah, cosí del príncep d'Alep.
El 1236/1237, es van fer obres a la gran mesquita de Manbij. El 1238/1239, al-Malik al-Muazzam Turan Shah va ocupar amb el seu exèrcit Manbij per protegir els refugiats que fugien de Rakka i Balis davant les bandes de corasmis; el 1240, aquests darrers van tornar a creuar l'Eufrates, van derrotar les tropes d'Alep i van atacar Manbij; el 8 de novembre de 1240, la població es va fer forta darrere la muralla, però la ciutat fou presa per assalt tres dies després i cremada. Els corasmis van massacrar els habitants; després, van tornar a passar l'Eufrates en direcció oposada. Al-Malik al-Mansur d'Homs va recuperar la ciutat. El novembre del 1242, al-Mansur d'Homs (1240-1246) i al-Malik al-Mudhàffar ibn Sulayman d'Hamat (1229-1244), que venien de Kalat Djabar, es van aturar a Manbij abans d'anar cap a Alep. Sota els mamelucs (de fet, 1250), el cadi local va tenir l'autoritat. El primer cadi del temps dels mamelucs fou Shams al-Din Abu Abd Allah Muhammad ibn Mahmud al-Isfahani (+1289), que va substituir Awhad al-Din, cadi d'època aiubita.

### Destrucció pels mongols
Quan els mongols d'Hülegü van creuar l'Eufrates el 1259, van ocupar Balis el novembre d'aquell any i es van dirigir a Manbij, que van saquejar, i atacaren després Tell Bashir, i més tard es van retirar a la seva base d'al-Ruha. El tractat del soldà Qalàwun amb Lleó I d'Armènia Menor (o Levon I d'Armènia) el 6 de juny de 1281, Manbij era esmentada com una de les viles egípcies. A finals del 1299, fou destruïda pels mongols; aquesta destrucció, tot i que no va eliminar la ciutat, fou prou gran perquè en temps d'Abu l-Fida, príncep d'Hamat de 1310 a 1331, la capital regional fos traslladada a Antioquia, mentre Manbij esdevenia una petita niyaba dependent d'Alep, conservant una importància estratègica a la regió de l'alt Eufrates sirià; el governador local era llavors un jundí o muqàddam investit pel tawki karim, que la governava en iqtà.

### Decadència
El novembre de 1321, fou atacada per l'emir turcman Mintash, que la va atacar i la va assetjar uns quants dies, i finalment la va ocupar i incendiar, i massacrà part de la població. Però l'emir d'al-Ruha es va enfrontar a Mintash, el va derrotar i el va fer presoner, i fou enviat a Gulban (o Djulban), virrei d'Alep (finals del 1321). El 1349, Manbij va patir una plaga de llagosta i el 1350 fou la pesta negra la que la va afectar. Llavors, era governador l'historiador Umar ibn Muzaffar al-Maarri Zayn al-Din al-Wardi, continuador de la crònica d'Abu l-Fida. Al segle xiv, es van modificar les rutes i Manbij va deixar de ser una estació de les comunicacions postals (barid) del sultanat i, per tant, Ibn Battuta no hi va estar; la ruta del correu anava més al sud i passava l'Eufrates a Kalat Djabar.
El 1401, fou danyada per la invasió de Tamerlà, però es va recuperar bé perquè a mitjan segle xv pagava una quantitat considerable al tresor del soldà (40.000 dinars a l'any). El 1516, va passar sota l'autoritat dels otomans i l'organització de les províncies i les modificacions de les rutes van deixar la ciutat fora dels corrents comercials, i fou, cada cop més, una vila poc important.

### Otomans
El primer relat modern que l'esmenta, el va fer H. Maundrell en el seu Viatge des d'Alep a Jerusalem (1699), amb el nom de Mumbij.
Les seves ruïnes, les van descobrir Maundrell i Pococke a uns 25 km del pas de Kalat al-Enekhm. El 1794, l'esmenta el viatger Volney, que es limita a dir que no hi ha rastre de les antigues edificacions romanes. Al segle xix, el viatger Chesney l'esmenta com un castell anomenat Kara Mambuche (o Kara Bambushe) o Büyük Munbadj, i dona compte detallat de les restes d'edificacions (quasi totes islàmiques) que hi existeixen. Altres viatgers coincideixen amb la fertilitat, la rica vegetació i l'aigua, en contrast amb la pobressa dels habitants. Les edificacions romanes es limitaven a fonaments i restes menors a l'inici del segle xx i encara part es va perdre en el següent mig segle.
A l'inici del segle xx, era un kada del wilayat d'Alep. La població era en part kurda i en part turca arabitzada, als quals s'havien ajuntat després de la Guerra russo-turca (1877–1878) famílies txerquesses (circassianes) musulmanes traslladades al lloc des del Caucas i, des de llavors, es van anar trobar restes antigues a les ruïnes de la vella ciutat, que van acabar als basars d'Alep o Aintab. El 1915, durant l'ofensiva russa, els txerquessos de Manbij, per prudència i por, van emigrar més al sud, a Khanazir, a uns 50 km al sud-sud-est d'Alep, on hi havia un altre grup circassià instal·lat.

### Època moderna
Quan es va establir el mandat francès (1921) després de la I Guerra mundial i del període del regne de Faysal ibn Husayn, Manbij formà part de la tercera regió del govern d'Halab (Alep). El 1924, va formar part del sandjak d'Alep i després fou una de les set mintaka del muhafazat ('governació') d'Alep. El 1930, Manbij, que ja tenia estació de la gendarmeria i tribunal de pau, va ser afegida al kada de Djabal Samaan dependent d'Alep. El 1932, tenia 2.000 habitants, dels quals 800 eren circassians i 100 armenis. El 1945, eren 4.653 habitants; el 1960, la població al cens era de 8.577 habitants, el 1970, de 14.635 (102.730 per tot el districte) i el 1981 de 30.844 habitants. L'electrificació, mercès a l'embassament de Tabka a l'Eufrates, que també ha afavorit l'agricultura, i la millora de les carreteres, ha permès aquesta progressió demogràfica; el desenvolupament continuat ha comportat un èxode rural cap a la ciutat, que ha fet doblar la població en 20 anys. El 2010 la població era de vora 75.000 habitants.

### Guerra civil a Síria

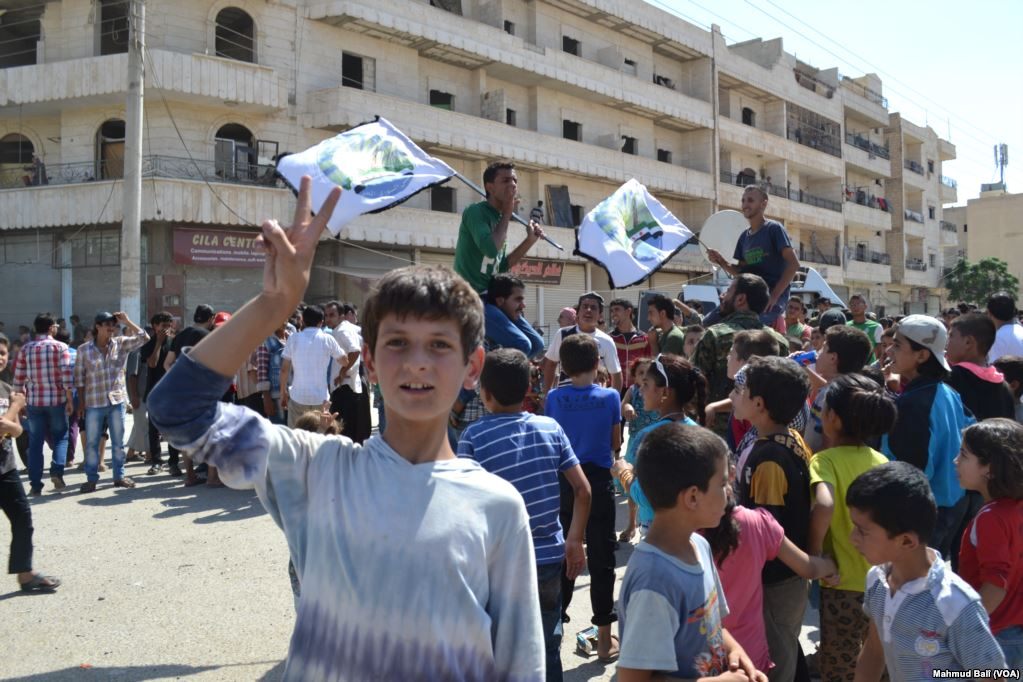
Manbij l'agost de 2016, després del seu alliberament per part de les Forces Democràtiques de Síria

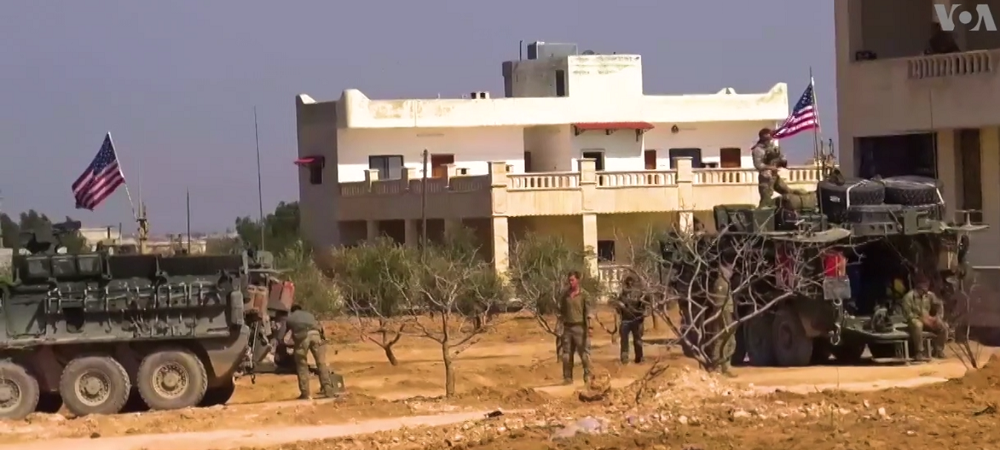
Forces especials de l'exèrcit dels EUA a Manbij l'any 2017, en suport de les Forces Democràtiques Sirianes (SDF) i la milícia kurda YPG

Abans i durant els primers anys de la Guerra Civil a Síria, Manbij tenia una població ètnicament diversa de musulmans sunnites àrabs, kurds, turcmans i circassians, molts dels quals seguien l'ordre sufí de Naqxbandiyya. La vida sociopolítica de la ciutat estava dominada per les seves principals tribus. Els líders tribals van servir com a mediadors i àrbitres de les principals disputes a Manbij, mentre que les forces de seguretat de l'estat van tractar en gran part delictes menors. La ciutat era relativament liberal en comparació amb altres ciutats sunnites de majoria musulmana al camp d'Alep.
Amb l'esclat de guerra civil a Síria el 2012, la ciutat va caure en mans d'una milícia rebel contrària al Govern. Al gener de 2014, forces de l'Estat Islàmic (ISIS) van prendre la ciutat i la incorporaren al seu califat.
Al juny de 2016, les Forces Democràtiques Sirianes (SDF per les seues sigles en anglés) liderades per les milícies kurdes YPG van començar una ofensiva sobre Manbij per tal d'alliberar-la de l'Estat Islàmic. L'objectiu principal de l'ofensiva eratallar les darreres rutes de subministrament de l'Estat Islàmic provinents de fora de Síria a través de la frontera amb Turquia. Durant l'ofensiva, la coalició internacional dirigida pels Estats Units va realitzar fins a 55 bombardejos, donant suport als avenços de les SDF sobre Manbij i les rodalies.
El 12 d'agost de 2016 les SDF van establir control total sobre la ciutat després d'una batalla carrer per carrer que va durar dos mesos.